# كلاتة سادات (إسفراين)
كلاتة سادات (بالفارسية: کلاته سادات) هي قرية تقع في قسم روئين الريفي (مقاطعة إسفراين) في إيران. يقدر عدد سكانها بـ 37 نسمة بحسب إحصاء 2016.